# ليونارد بيركوفيتس
ليونارد بيركوفيتس (بالإنجليزية: Leonard Berkowitz)‏ هو عالم نفس أمريكي، ولد في 11 أغسطس 1926 في نيويورك في الولايات المتحدة، وتوفي في 3 يناير 2016.